# Карел Шварценберг
Карел Шварценберг (чеш. Karel Schwarzenberg; Праг, 10. децембар 1937 — Беч, 11. новембар 2023) био је чешки политичар и бивши министар спољних послова у два наврата. Пуно име му је Карл Јоханес Непомук Јозеф Норберт Фридрих Антонијус Вратислав Мена фон Шварценберг. Припадник је племићке породице Шварценберг.

## Политичар
Између јула 1990. и јула 1992. радио је као канцелар председника Чешке Вацлава Хавела.
Од 2006. до 2009. године Шварценберг је био министар иностраних послова. Њега је предложила чешка Зелена партија.
Има чешко и швајцарско држављанство.
Године 2009. године постао је председник значајне десничарске партије, ТОП-09. Ова је партија после избора 2010. заједно са Грађанском демократском странком и Јавним стварима формирала коалициону владу. У њој је Шварценберг поново постао министар иностраних послова.
Био је сенатор у чешком парламенту.
На председничким изборима јануара 2013. године био је један од кандидата за председника републике. У првом изборном кругу је добио укупно 23% гласова (док је победнику првог круга, Милошу Земану, свој глас дало 24% бирача). Изгубио је од Земана у другом кругу са освојених око 45 % гласова.
Шварценберг је хоспитализован у Прагу у августу 2023, због проблема са срцем и бубрезима, а касније је пребачен на клинику у Бечу. Тамо је преминуо 12. новембра 2023. године у 85 години живота.